# Bakugan: Battle Planet
Bakugan: Battle Planet (jap. 爆丸 バトルプラネット Bakugan Batoru Puranetto) – kanadyjsko-japoński serial animowany, produkowany TMS Entertainment we współpracy Nelvana Enterprises, Man of Action Studios oraz Spin Master Entertainment. Seria ta jest rebootem serialu Bakugan: Młodzi wojownicy z lat 2007–2012.
Serial miał swoją premierę w Stanach Zjednoczonych 23 grudnia 2018 roku. 1 kwietnia 2019 roku serial zadebiutował w Japonii.

## Fabuła
Ekstra Ekipa (Dan Kouzo, Wynton Styles, Lia Venegas i Piorun) wyrusza w miejsce wielkiego zderzenia, które odbyło się dwanaście lat temu i równocześnie w urodziny Dana. Zatrzymuje się czas, a z nieba lecą Bakugany, którymi cały świat walczy. Dan Kouzo i jego przyjaciele jak odważni wojownicy walczą o losy całej planety. Pomagają im stworzenia Bakugan, pochodzące z innej, dalekiej czasoprzestrzeni.

## Bohaterowie
- Dan Kouzo (jap. ダン・クーソー Dan Kūsō) – jest najstarszy z Ekstra Ekipy (nie licząc psa), który ma 12 lat i ma Bakugany, np. najczęściej używany ma na imię Dragonoid. Dan gra domeną o nazwie Pyrus, czyli Ogień.

Seiyū: Rie Takahashi, Przemysław Niedzielski 
- Wynton Styles (jap. ウィントン・スタイルズ Uinton sutairuzu) – wyluzowany członek Ekstra Ekipy. Wynton ma około 10-12 lat. Najczęściej używanym Bakuganem Wyntona jest Trox, Trox posiada domenę Ventusa, czyli ziemię.

Seiyū: Jun Fukushima, Filip Rogowski 
- Lia Venegas (jap. リア・ヴェネガス Ria venegasu) – liderka Ekstra Ekipy, która ma 10-11 lat i ma Bakugany. Najczęściej używa Bakugana, który nazywa się Pegatrix. Pegatrix ma domenę o nazwie Haos, czyli energię światła.

Seiyū: Chinatsu Akasaki, Zuzanna Jaźwińska 
- Shun Kazami (jap. シュン・カザミ Shun Kazami) – nieśmiały członek Ekstra Ekipy. Shun pochodzi z Japonii, a przyjechał do Ekstra Ekipy, by spytać się ich o to, czy mógłby do nich dołączyć. Shun ma ok. 10-11 lat. Shun najczęściej używa Bakugana o imieniu Hydorous, który posiada domenę Aquosa, czyli wody.

Seiyū: Yumi Uchiyama, Klaudiusz Kaufmann 
- Piorun (jap. ライトニング Raitoningu) – pies Ekstra Ekipy, jest Buldogiem francuskim, ma prawie 3 lata i najczęściej używa Bakugana z trzema głowami psa o imieniu Howlkor. Howlkor jest Bakuganem z domeny Darkusa, czyli energii ciemności.

Seiyū: Aki Kanada 
- Dragonoid (jap. ドラゴノイド Doragonoido)

Seiyū: Shunsuke Takeuchi, Jarosław Boberek 
- Trox (jap. トゥロックス Turokkusu)

Seiyū: Shun Horie 
- Pegatrix (jap. ペガトリクス Pegatorikusu)

Seiyū: Kaori Nazuka, Iwona Milerska 
- Hydorous (jap. ハイドロス Haidorosu)

Seiyū: Aoi Ichikawa 
- Howlkor (jap. ハウルカー Haurukā)

Seiyū: Daichi Kanbara 
- Magnus (jap. マグナス Magunasu) – antagonista, który wychował się na ulicy wraz ze swoją siostrą. Zapewniono go, iż będą mieszkać w domu, jak przyłączy się do AAAnimus. Ma 14 lat. Jego najczęściej używanym Bakuganem jest Nillious. Magnus jest wojownikiem Darkusa, czyli energii ciemności.

Seiyū: Shohei Kajikawa, Jędrzej Hycnar 
W Polskim dubbingu w innych rolach wystąpili: Magdalena Krylik (China Riot), Sebastian Perdek (Strata), Maksymilian Michasiów (Aay), oraz Janusz Wituch, Jakub Strach, Beata Jankowska-Tzimas i inni.

## Odcinki
Polską wersję językową opracowało studio SDI Media Polska; za reżyserię odpowiada Joanna Węgrzynowska-Cybińska, dialogi polskie napisała Anna Izdebska. Serial w Polsce został wyemitowany na kanale Cartoon Network.
- Sezon 1 (odcinki 1-26) – 27 maja 2019 roku,
- Sezon 1 (odcinki 27-52) – 9 września 2019 roku,
- Sezon 1 (odcinki 53-62) – 6 maja 2020 roku,
- Sezon 1 (odcinki 63-100) – 8 października 2020 roku,
- Sezon 2 (odcinki 101-126) – 5 listopada 2020 roku,
- Sezon 2 (odcinki 127-152) – 28 grudnia 2020 roku,
- Sezon 2 (odcinki 153-178) – 5 kwietnia 2021 roku,
- Sezon 2 (odcinki 179-204) – 17 maja 2021 roku.

### Bakugan: Battle Planet
| N/o     | #   | Tytuł polski / Tytuł angielski Tytuł japoński | Premiera w Japonii   | Premiera w Stanach Zjednoczonych | Premiera w Polsce (Cartoon Network / Netflix) |
| ------- | --- | --- | -------------------- | -------------------------------- | --------------------------------------------- |
| 1 / 2   | 1   | Pochodzenie gatunku / Origin of the Species Bakugan Burō!! / Bakugan Batoru!! (爆丸ブロー！！／爆丸バトル！！)                                                                       | 1 kwietnia 2019      | 23 grudnia 2018                  | 27 maja 2019                                  |
| 3       | 2a  | Przynieś śniadanie / Burger Run Bāgā Panikku! (バーガーパニック！) | 8 kwietnia 2019      | 23 grudnia 2018                  | 28 maja 2019                                  |
| 4       | 2b  | Nauczka / Monkey See, Monkey Don't Raudī Rezzu (ラウディーレッズ) | 8 kwietnia 2019      | 23 grudnia 2018                  | 28 maja 2019                                  |
| 5       | 3a  | Prawdziwy chuligan / Bully For You Shindiusu (シンディウス) | 15 kwietnia 2019     | 26 grudnia 2018                  | 29 maja 2019                                  |
| 6       | 3b  | Poczucie humoru / Trolling For Laughs Pātonā (パートナー) | 15 kwietnia 2019     | 26 grudnia 2018                  | 29 maja 2019                                  |
| 7       | 4a  | Miejscy bohaterowie / Local Heroes Bakugan Kinshi-Rei! (爆丸禁止令！) | 22 kwietnia 2019     | 27 grudnia 2018                  | 30 maja 2019                                  |
| 8       | 4b  | Pegatrix / Pegatrix Pegatorikusu (ぺガトリクス) | 22 kwietnia 2019     | 27 grudnia 2018                  | 30 maja 2019                                  |
| 9       | 5a  | Kumpel, czy wróg? / Frenemies Atarashī Menbā (新しいメンバー) | 29 kwietnia 2019     | 28 grudnia 2018                  | 31 maja 2019                                  |
| 10      | 5b  | Sposób na Stratę / Strata's Fear Bakugan o Karu Otoko! (爆丸を狩る男！) | 29 kwietnia 2019     | 28 grudnia 2018                  | 31 maja 2019                                  |
| 11      | 6a  | Problemowy Bakugan / Dog Daze Oshaberi Āchurīn (おしゃべりアーチュリーン) | 6 maja 2019          | 29 grudnia 2018                  | 3 czerwca 2019                                |
| 12      | 6b  | W centrum uwagi / In Focus Sutā Tanjō! (スター誕生！) | 6 maja 2019          | 29 grudnia 2018                  | 3 czerwca 2019                                |
| 13      | 7a  | Exit / The Exit Egujitto (エグジット) | 13 maja 2019         | 5 stycznia 2019                  | 4 czerwca 2019                                |
| 14      | 7b  | Bilans zysków i strat / The Lost and the Cost Torimodose! Bokutachi no basho (とりもどせ！僕たちの場所)                                                                              | 13 maja 2019         | 5 stycznia 2019                  | 4 czerwca 2019                                |
| 15      | 8a  | Księżycowa niespodzianka / Mr. Moon Rupiseon (ルピセオン) | 20 maja 2019         | 12 stycznia 2019                 | 5 czerwca 2019                                |
| 16      | 8b  | Dziwny Dan / What's Wrong With Dan Dō shita nda Dan!? (どうしたんだダン！？) | 20 maja 2019         | 12 stycznia 2019                 | 5 czerwca 2019                                |
| 17      | 9a  | Baku-korepetycje / Rubbed the Wrong Way Dorōmu no Hikari (ドロームの光) | 27 maja 2019         | 19 stycznia 2019                 | 6 czerwca 2019                                |
| 18      | 9b  | Coś jest nie tak / Babysitting Bedlam Bakugan Kateikyōshi (爆丸家庭教師) | 27 maja 2019         | 19 stycznia 2019                 | 6 czerwca 2019                                |
| 19      | 10a | Zamaskowana siła / Mask of Power Magunasu (マグナス) | 3 czerwca 2019       | 26 stycznia 2019                 | 7 czerwca 2019                                |
| 20      | 10b | Zagadek ciąg dalszy / Story Holes Nazo no sos (謎のＳＯＳ) | 3 czerwca 2019       | 26 stycznia 2019                 | 7 czerwca 2019                                |
| 21      | 11a | Nowy dom / Home on the Run Kazami Kara no shisha (カザミからの使者) | 10 czerwca 2019      | 2 lutego 2019                    | 10 czerwca 2019                               |
| 22      | 11b | Prawdziwy przywódca / Top Slot Samurai Sharugo (サムライ・シャルゴ) | 10 czerwca 2019      | 2 lutego 2019                    | 10 czerwca 2019                               |
| 23      | 12a | Ojciec i przyjaciele / Father and Friends Mayonaka no himitsu (真夜中の秘密) | 17 czerwca 2019      | 9 lutego 2019                    | 11 czerwca 2019                               |
| 24      | 12b | Jawa, czy sen? / Midsummer Nightmare Shun wa watasanai! (シュンは渡さない！) | 17 czerwca 2019      | 9 lutego 2019                    | 11 czerwca 2019                               |
| 25 / 26 | 13  | Dusk wchodzi do gry / Dawn Before Dusk Futekina Chōsen-sha / Kyodaina inbō (不敵な挑戦者 / 巨大な陰謀)                                                                               | 24 czerwca 2019      | 16 lutego 2019                   | 12 czerwca 2019                               |
| 27      | 14a | Na drodze Straty / Stratified Meizue (メイズへ) | 8 lipca 2019         | 23 lutego 2019                   | 9 września 2019                               |
| 28      | 14b | Labiryntowy zawrót głowy / Maze Daze Nazo no seimeitai (謎の生命体) | 8 lipca 2019         | 23 lutego 2019                   | 9 września 2019                               |
| 29      | 15a | Zagmatwanie / All Jungled Up Chibi-kko janguru (ちびっ子ジャングル) | 15 lipca 2019        | 2 marca 2019                     | 10 września 2019                              |
| 30      | 15b | Z demonami za pan brat / Outer Demons Ōsamu Wan tai Ōsamu Wan (オーサム・ワン対オーサム・ワン)                                                                                       | 15 lipca 2019        | 2 marca 2019                     | 10 września 2019                              |
| 31      | 16a | Kolejne zagwozdki / Matter of the Mind Jaakuna Teki (邪悪な敵) | 22 lipca 2019        | 9 marca 2019                     | 11 września 2019                              |
| 32      | 16b | Kolejny Bakurdzeń / Core Cell Haipā Dorago (ハイパードラゴ) | 22 lipca 2019        | 9 marca 2019                     | 11 września 2019                              |
| 33      | 17a | Tęsknota za domem / Subterranean Homesick Blues Meizu Kara no Dasshutsu (メイズからの脱出)                                                                                           | 29 lipca 2019        | 16 marca 2019                    | 12 września 2019                              |
| 34      | 17b | Sama słodycz / Honey Struck Namaiki Kabū (なまいきカブー) | 29 lipca 2019        | 16 marca 2019                    | 12 września 2019                              |
| 35      | 18a | Obowiązki wzywają / Shun Shine Kazami Kara no Shikaku (カザミからの刺客) | 5 sierpnia 2019      | 23 marca 2019                    | 13 września 2019                              |
| 36      | 18b | Syn uciekinier / Ronin Son Haipā Haidorosu (ハイパーハイドロス) | 5 sierpnia 2019      | 23 marca 2019                    | 13 września 2019                              |
| 37      | 19a | Życie w kadrze / Framing Device Papa no Memorī (パパのメモリー) | 12 sierpnia 2019     | 30 marca 2019                    | 16 września 2019                              |
| 38      | 19b | Słabi aktorzy / Bad Actors Deran, futatabi (デュラン、再び) | 12 sierpnia 2019     | 30 marca 2019                    | 16 września 2019                              |
| 39      | 20a | Wynalazek Wyntona / Tripped Up Koaseru o sagase! (コアセルを探せ！) | 19 sierpnia 2019     | 6 kwietnia 2019                  | 17 września 2019                              |
| 40      | 20b | Tripp spryciarz / Power Tripp Ayatsura Reta Wynton (操られたウィントン) | 19 sierpnia 2019     | 6 kwietnia 2019                  | 17 września 2019                              |
| 41      | 21a | Wielka przemiana / A Real Steal Eiyū no Himitsu (英雄の秘密) | 26 sierpnia 2019     | 13 kwietnia 2019                 | 18 września 2019                              |
| 42      | 21b | Spuszczony ze smyczy / Lightning Unleashed Raitoningu no Bōken (ライトニングの冒険)                                                                                                  | 26 sierpnia 2019     | 13 kwietnia 2019                 | 18 września 2019                              |
| 43      | 22a | Coraz gorzej / The Throw Down Ōsamu Wan VS Baku Rōzu (オーサム・ワンＶＳ爆ローズ) | 2 września 2019      | 20 kwietnia 2019                 | 19 września 2019                              |
| 44      | 22b | Bitwa o wszystko / Brawl for It All Gyakushū no Dan (逆襲のダン) | 2 września 2019      | 20 kwietnia 2019                 | 19 września 2019                              |
| 45      | 23a | Nowe możliwości / Career Opportunities Kiken'na Osasoi!? (危険なお誘い！？) | 9 września 2019      | 27 kwietnia 2019                 | 20 września 2019                              |
| 46      | 23b | Tajna misja / Punch the Clock Sen'nyū Kaishi!! (潜入開始！！) | 9 września 2019      | 27 kwietnia 2019                 | 20 września 2019                              |
| 47      | 24a | Wróg z wyższej półki / High Flying Koaseru o Mamore! (コアセルを守れ！) | 16 września 2019     | 4 maja 2019                      | 23 września 2019                              |
| 48      | 24b | Rozpoznanie / Backfire Brawl Ānimasu no Nazo (アーニマスの謎) | 16 września 2019     | 4 maja 2019                      | 23 września 2019                              |
| 49      | 25a | Wrogie przejęcie / Hostile Take Over Bakugan Bōsō! (爆丸暴走！) | 23 września 2019     | 11 maja 2019                     | 24 września 2019                              |
| 50      | 25b | Wielki dzień / The Big Bounce Itsuwari no Yūtopia (いつわりのユートピア) | 23 września 2019     | 11 maja 2019                     | 24 września 2019                              |
| 51 / 52 | 26  | Ekstra Ekipa kontra AAAnimus / Awesome vs. AAAnimus Ōsamu Wan VS Ānimasu Zenpen / Ōsamu Wan VS Ānimasu Kōhen (オーサム・ワンＶＳアーニマス 前編 / オーサム・ワンＶＳアーニマス 後編) | 30 września 2019     | 18 maja 2019                     | 25 września 2019                              |
| 53      | 27a | Zakazana wyspa / The Forbidden Isle Aratanaru bōken (新たなる冒険) | 14 października 2019 | 4 sierpnia 2019                  | 11 maja 2020                                  |
| 54      | 27b | Nowe porządki / New World Orders Kino o torimodose! (キノを取り戻せ！) | 14 października 2019 | 4 sierpnia 2019                  | 11 maja 2020                                  |
| 55      | 28a | W dziczy / In the Wild Ikinari Sabaibaru! (いきなりサバイバル！) | 21 października 2019 | 11 sierpnia 2019                 | 11 maja 2020                                  |
| 56      | 28b | Stary dobry Brakken / Call Me Old Brakken Shōnen Kokuō Burakken (少年国王・ブラッケン)                                                                                               | 21 października 2019 | 11 sierpnia 2019                 | 11 maja 2020                                  |
| 57      | 29a | Gra w chowanego / Hide Matrix and Seek Hensō Dai Sakusen! (変装大作戦！) | 28 października 2019 | 18 sierpnia 2019                 | 12 maja 2020                                  |
| 58      | 29b | Albo zamilknie na wieki / Or Forever Hold Your Peace Ria ga Kekkon!? (リアが結婚！？)                                                                                                | 28 października 2019 | 18 sierpnia 2019                 | 12 maja 2020                                  |
| 59      | 30a | Dwie strony medalu / Two Sides of the Coin Fukkatsu no Magunasu (復活のマグナス) | 4 listopada 2019     | 25 sierpnia 2019                 | 12 maja 2020                                  |
| 60      | 30b | Wyścig po złoto / The Race for Gold Gōrudo Bakugan Pirabion! (ゴールド爆丸・ピラビオン！)                                                                                            | 4 listopada 2019     | 25 sierpnia 2019                 | 12 maja 2020                                  |
| 61      | 31a | W ukryciu / Seek and Hide Kazami no Shima (カザミの島) | 11 listopada 2019    | 8 września 2019                  | 13 maja 2020                                  |
| 62      | 31b | Rodzina jest najważniejsza / Family First Shūnen no otoko (執念の男) | 11 listopada 2019    | 8 września 2019                  | 13 maja 2020                                  |
| 63      | 32a | Co cię nie zabije, to cię wzmocni / A Door Closes, A Door Opens Masato no Kioku (マサトの記憶)                                                                                       | 18 listopada 2019    | 15 września 2019                 | 8 października 2020                           |
| 64      | 32b | Imperium Kazami / Kazami's Gambit Bōsō Suru Chikara (暴走する力) | 18 listopada 2019    | 15 września 2019                 | 8 października 2020                           |
| 65      | 33a | Bestia z cieni / A Devil on Your Shoulder Nazo no Messēji (謎のメッセージ) | 25 listopada 2019    | 22 września 2019                 | 8 października 2020                           |
| 66      | 33b | Prorocze wizje / Vestral Visions Chiko, Futatabi!! (チコ、再び！！) | 25 listopada 2019    | 22 września 2019                 | 8 października 2020                           |
| 67      | 34a | Bakuzjawa! / Bakuzoned! Okashina Sutorata (おかしなストラタ) | 2 grudnia 2019       | 29 września 2019                 | 8 października 2020                           |
| 68      | 34b | Złoty sekret / The Golden Secret Nokosa Reta Tegakari (残された手がかり) | 2 grudnia 2019       | 29 września 2019                 | 8 października 2020                           |
| 69      | 35a | Na tropie Rdzenia / The Bakugan Breakers Aratanaru Gōrudo Bakugan (新たなるゴールド爆丸)                                                                                             | 9 grudnia 2019       | 6 października 2019              | 8 października 2020                           |
| 70      | 35b | Okropna Ekipa / The Awful Ones Hokori no Kamen (誇りの仮面) | 9 grudnia 2019       | 6 października 2019              | 8 października 2020                           |
| 71      | 36a | Cena dumy / The Mask of Pride Arutimaniriasu (アルティマニリアス) | 16 grudnia 2019      | 13 października 2019             | 8 października 2020                           |
| 72      | 36b | Cmentarzysko odwagi / The Graveyard of Courage Ayatsuri Ningyō (操り人形) | 16 grudnia 2019      | 13 października 2019             | 8 października 2020                           |
| 73 / 74 | 37  | Vestroia / Vestroia Koaseru Kōbō-sen!! / Arutima Doragonoido (コアセル攻防戦！！ / アルティマドラゴノイド)                                                                           | 23 grudnia 2019      | 20 października 2019             | 8 października 2020                           |
| 75      | 38a | Przeciążenie / Too Much Kuroi Kage (黒い影) | 6 stycznia 2020      | 27 października 2019             | 8 października 2020                           |
| 76      | 38b | Kim jesteś? / Who Are You? Okashina Benton (お菓子なベントン) | 6 stycznia 2020      | 27 października 2019             | 8 października 2020                           |
| 77      | 39a | Impreza / Happy Ageage! Burakisutan! (アゲアゲ！ブラキスタン！) | 13 stycznia 2020     | 3 listopada 2019                 | 8 października 2020                           |
| 78      | 39b | Linia obrony / One Way or Another Gyakuten Fukanō Saiban!! (逆転不可能裁判！！) | 13 stycznia 2020     | 3 listopada 2019                 | 8 października 2020                           |
| 79      | 40a | Burzliwe relacje / Stormy Weather Kaijō Daisakusen!! (海上大決戦！！) | 20 stycznia 2020     | 10 listopada 2019                | 8 października 2020                           |
| 80      | 40b | Nowe wątpliwości / Who Can It Be Now Pirabion no Shin'i (ピラビオンの真意) | 20 stycznia 2020     | 10 listopada 2019                | 8 października 2020                           |
| 81      | 41a | Nowa tożsamość / In My Room Shōtai o Abake! (正体をあばけ！) | 27 stycznia 2020     | 17 listopada 2019                | 8 października 2020                           |
| 82      | 41b | Wrogie przejęcie / An Army Of Their Own Chiko Benton (チコベントン) | 27 stycznia 2020     | 17 listopada 2019                | 8 października 2020                           |
| 83      | 42a | Apel do rodziców / Calling All Parents Bakugan Kaishū Undō!? (爆丸回収運動！？) | 3 lutego 2020        | 24 listopada 2019                | 8 października 2020                           |
| 84      | 42b | Wezwanie do walki / Nowhere To Turn Torimodose! Genki to Bakugan! (取り戻せ！元気と爆丸！)                                                                                           | 3 lutego 2020        | 24 listopada 2019                | 8 października 2020                           |
| 85      | 43a | Urodzone wojowniczki / Girl Power Watashi ga Purinsesu! (私がプリンセス！) | 10 lutego 2020       | 1 grudnia 2019                   | 8 października 2020                           |
| 86      | 43b | Forteca Kazami / Return To The Fold Kazami no Shiro (カザミの城) | 10 lutego 2020       | 1 grudnia 2019                   | 8 października 2020                           |
| 87      | 44a | Rodzinna kłótnia / Kazami Family Feud Kaettekita Masato (帰ってきたマサト) | 17 lutego 2020       | 8 grudnia 2019                   | 8 października 2020                           |
| 88      | 44b | Duma rodziny Kazami / Greatest of the Kazami Yōsai Kanraku! (要塞陥落！) | 17 lutego 2020       | 8 grudnia 2019                   | 8 października 2020                           |
| 89      | 45a | Bezradna Ekipa / Our Ugly Selves Gōrudo Bakugan Gōrēn (ゴールド爆丸・ゴーレーン) | 24 lutego 2020       | 15 grudnia 2019                  | 8 października 2020                           |
| 90      | 45b | Misja ratunkowa / Thryno Lives! Tarino Kyūshutsu Sakusen! (タリノ救出作戦！) | 24 lutego 2020       | 15 grudnia 2019                  | 8 października 2020                           |
| 91      | 46a | Próba uzdrowienia / The Healing Challenge Tatta Hitotsu no Hōhō (たった一つの方法)                                                                                                   | 2 marca 2020         | 22 grudnia 2019                  | 8 października 2020                           |
| 92      | 46b | Złote Pole Bitwy / The Golden Drome Tarino no Naka e (タリノの中へ) | 2 marca 2020         | 22 grudnia 2019                  | 8 października 2020                           |
| 93      | 47a | Sytuacja bez wyjścia / The Golden Forge Kaeranai 2-ri (帰らない2人) | 9 marca 2020         | 29 grudnia 2019                  | 8 października 2020                           |
| 94      | 47b | Głęboka hibernacja / A Deep Hibernation Chiko no Shinjitsu (チコの真実) | 9 marca 2020         | 29 grudnia 2019                  | 8 października 2020                           |
| 95      | 48a | Początek końca / At The Beginning, An Ending Kazami o Tsugu Mono (カザミを継ぐもの)                                                                                                  | 16 marca 2020        | 5 stycznia 2020                  | 8 października 2020                           |
| 96      | 48b | Z ostatniej chwili / This Late Hour Egujitto, Futatabi! (エグジット、再び！) | 16 marca 2020        | 5 stycznia 2020                  | 8 października 2020                           |
| 97 / 98 | 49  | Bakuzony u bram / Bakuzon at the Gate Saigo no Tatakai / Doragonoido Makishimasu (最後の戦い / ドラゴノイドマキシマス)                                                               | 23 marca 2020        | 12 stycznia 2020                 | 8 października 2020                           |
| 99      | 50a | Ostatnie starcie / Planet-Ception Hikari (光) | 30 marca 2020        | 19 stycznia 2020                 | 8 października 2020                           |
| 100     | 50b | W jedności siła / United We Stand Kizuna (絆) | 30 marca 2020        | 19 stycznia 2020                 | 8 października 2020                           |

### Bakugan: Przymierze Wojowników
Seria składa się z 104 odcinków trwających 11 minut każdy.
| N/o | #   | Tytuł polski / Tytuł angielski Tytuł japoński                                                                                                | Premiera w Japonii   | Premiera w Kanadzie  | Premiera w Polsce |
| --- | --- | --- | -------------------- | -------------------- | ----------------- |
| 101 | 1a  | Tajemniczy chłopak / The Mysterious Boy Nazo no shōnen (謎の少年)                                                                            | 3 kwietnia 2020      | 16 lutego 2020       | 5 listopada 2020  |
| 102 | 1b  | Nowa moc / A New Power Gōrudo bakugan faroru (ゴールド爆丸ファロル)                                                                          | 3 kwietnia 2020      | 16 lutego 2020       | 5 listopada 2020  |
| 103 | 2a  | Baku-broń / Baku-Gear Baku-Gia (爆ギア) | 10 kwietnia 2020     | 23 lutego 2020       | 6 listopada 2020  |
| 104 | 2b  | Baukgan Rock / Bakugan Rock! Bakugan Rokku (爆丸ロック)                                                                                      | 10 kwietnia 2020     | 23 lutego 2020       | 6 listopada 2020  |
| 105 | 3a  | Wojownik poszukiwany / Brawler Headhunting Gurantsu Faibu (グランツファイブ)                                                                 | 17 kwietnia 2020     | 1 marca 2020         | 7 listopada 2020  |
| 106 | 3b  | Egzamin wstępny Pioruna / Lightning's Entrance Exam Raitoningu, Gakkōheiku (ライトニング、学校へ行く)                                        | 17 kwietnia 2020     | 1 marca 2020         | 7 listopada 2020  |
| 107 | 4a  | Pogromcy problemów / Trouble Busters! Toraburu Basutā! (トラブルバスター！)                                                                  | 24 kwietnia 2020     | 8 marca 2020         | 8 listopada 2020  |
| 108 | 4b  | Kłótnia o frytkę / French Fry Wars Ōsamu Wan Kaisan!? (オーサム・ワン解散！？)                                                               | 24 kwietnia 2020     | 8 marca 2020         | 8 listopada 2020  |
| 109 | 5a  | Genialny złodziej widmo / The Phantom Thief Comes to Call Kaitō Sutōmu Sanjō! (怪盗ストーム参上！)                                           | 1 maja 2020          | 15 marca 2020        | 9 listopada 2020  |
| 110 | 5b  | Ajit złodziej widmo / Phantom Thief Ajit Kaitō Ajitto no Chōsen! (怪盗アジットの挑戦！)                                                      | 1 maja 2020          | 15 marca 2020        | 9 listopada 2020  |
| 111 | 6a  | Jak zostać królową / The Lady and the Queen Riotto no Joō-sama Ressun! (リオットの女王様レッスン！)                                          | 8 maja 2020          | 22 marca 2020        | 10 listopada 2020 |
| 112 | 6b  | Debiut na wielkim ekranie / The AB's Silver Screen Debut Ōsamu Wan Eiga Debyū! (オーサム・ワン映画デビュー！)                                | 8 maja 2020          | 22 marca 2020        | 10 listopada 2020 |
| 113 | 7a  | Miło cię poznać / Nice to Meet You, Bakugan! Watashi no Uebamu-chan! (私のウェバムちゃん！)                                                  | 15 maja 2020         | 29 marca 2020        | 11 listopada 2020 |
| 114 | 7b  | Magnus / Magnus Yami no Niriasu (闇のニリアス)                                                                                               | 15 maja 2020         | 29 marca 2020        | 11 listopada 2020 |
| 115 | 8a  | Mistrzostwa świata baku-bitew / The Bakugan Battle League Benton no Keikaku (ベントンの計画)                                                 | 22 maja 2020         | 5 kwietnia 2020      | 12 listopada 2020 |
| 116 | 8b  | Starożytny Bakugan / The Ancient Elder Kodai Bakugan no Jirētā (古代爆丸のジレーター)                                                        | 22 maja 2020         | 5 kwietnia 2020      | 12 listopada 2020 |
| 117 | 9a  | Baku Wynton / Bakugan Wynton Boku ga Bakugan de Bakugan ga Boku de (僕が爆丸で爆丸が僕で)                                                    | 29 maja 2020         | 12 kwietnia 2020     | 13 listopada 2020 |
| 118 | 9b  | Chłopak z Brazylii / The Boy From Brazil Burajiru Kara Kita Shōnen (ブラジルから来た少年)                                                    | 29 maja 2020         | 12 kwietnia 2020     | 13 listopada 2020 |
| 119 | 10a | Nawiedzony dom / Haunted House Gōsuto Burōrāzu (ゴーストブローラーズ)                                                                        | 5 czerwca 2020       | 19 kwietnia 2020     | 14 listopada 2020 |
| 120 | 10b | Bratnia dusza / Two of a Kind Mitchaku! Raitoningu (密着！ライトニング)                                                                      | 5 czerwca 2020       | 19 kwietnia 2020     | 14 listopada 2020 |
| 121 | 11a | Detektyw Magnus / Magnus P.I., Part 1 Magunasu no Jiken-bo Zenpen (マグナスの事件簿・前編)                                                   | 12 czerwca 2020      | 26 kwietnia 2020     | 15 listopada 2020 |
| 122 | 11b | Detektyw Magnus / Magnus P.I., Part 2 Magunasu no Jiken-bo Kōhen (マグナスの事件簿・後編)                                                    | 12 czerwca 2020      | 26 kwietnia 2020     | 15 listopada 2020 |
| 123 | 12a | Obóz treningowy / Awesome Brawlers Training Camp Part 1 Ōsamu Wan no Bakugan Gasshuku (オーサム・ワンの爆丸合宿)                             | 19 czerwca 2020      | 3 maja 2020          | 16 listopada 2020 |
| 124 | 12b | Obóz treningowy / Awesome Brawlers Training Camp Part 2 Ajitto no himitsu (アジットの秘密)                                                   | 19 czerwca 2020      | 3 maja 2020          | 16 listopada 2020 |
| 125 | 13a | Otwarcie mistrzostw świata / The Bakugan Battle League Begins Kaimaku! Baku gēmu!! (開幕！爆ゲーム！！)                                      | 26 czerwca 2020      | 10 maja 2020         | 17 listopada 2020 |
| 126 | 13b | Riot kontra Ajit / Riot vs. Ajit Fukushū no Riotto (復讐のリオット)                                                                          | 26 czerwca 2020      | 10 maja 2020         | 17 listopada 2020 |
| 127 | 14a | Mistrz kung fu / Kung Fu Master Bakugan Kanfū (爆丸カンフー)                                                                                 | 3 lipca 2020         | 17 maja 2020         | 28 grudnia 2020   |
| 128 | 14b | Konkurs popularności / A Battle of Popularity Ninki-sha wa Dotchida!? (人気者はどっちだ！？)                                                 | 3 lipca 2020         | 17 maja 2020         | 28 grudnia 2020   |
| 129 | 15a | Tajemniczy Revenger / The Mysterious Revenger Nazo no Ribenjā (謎のリベンジャー)                                                             | 10 lipca 2020        | 24 maja 2020         | 29 grudnia 2020   |
| 130 | 15b | Wynton kontra Lia / Wynton Vs. Lia Uinton VS Ria (ウィントンVSリア)                                                                          | 10 lipca 2020        | 24 maja 2020         | 29 grudnia 2020   |
| 131 | 16a | Najlepszy przyjaciel / The Best Friend Shinyū Dōshi no Tatakai (親友同士の戦い)                                                              | 17 lipca 2020        | 31 maja 2020         | 30 grudnia 2020   |
| 132 | 16b | Złodziej i wojownik / Thief and Brawler Kaitō to Burōrā (怪盗とブローラー)                                                                   | 17 lipca 2020        | 31 maja 2020         | 30 grudnia 2020   |
| 133 | 17a | Finałowa bitwa! Dan kontra Ajit / Final Battle! Dan Vs. Ajit Kesshō! Dan VS Ajitto (決勝！ダンVSアジット)                                    | 24 lipca 2020        | 7 czerwca 2020       | 31 grudnia 2020   |
| 134 | 17b | Zdemaskowany / Secrets Exposed Abaka Reta Himitsu (暴かれた秘密)                                                                             | 24 lipca 2020        | 7 czerwca 2020       | 31 grudnia 2020   |
| 135 | 18a | Nadchodzi Haavik / Here Comes Haavik Uchū Ichi no Otazunemono Hāvuikku (宇宙一のおたずね者ハーヴィック)                                      | 31 lipca 2020        | 21 czerwca 2020      | 1 stycznia 2021   |
| 136 | 18b | Fuzja Bakuganów / The Fusion Bakugan Arrive Kurosu Bakugan (クロス爆丸)                                                                      | 31 lipca 2020        | 21 czerwca 2020      | 1 stycznia 2021   |
| 137 | 19a | Reżyser / The Director Ria, Kantoku Debyū!? (リア、監督デビュー！？)                                                                         | 7 sierpnia 2020      | 5 lipca 2020         | 2 stycznia 2021   |
| 138 | 19b | Królowa Ebony / Queen Ebony Kuīn Ebonī (クィーン・エボニー)                                                                                  | 7 sierpnia 2020      | 5 lipca 2020         | 2 stycznia 2021   |
| 139 | 20a | Baku-Aktywistka Sophie / Sophie, the Bakuganist Bakugan o Mamoru On'na Sofī (爆丸を守る女・ソフィー)                                         | 14 sierpnia 2020     | 12 lipca 2020        | 3 stycznia 2021   |
| 140 | 20b | Bitwa o północy / Midnight Train Battle! Ressha de no Shitō (列車での死闘)                                                                   | 14 sierpnia 2020     | 12 lipca 2020        | 3 stycznia 2021   |
| 141 | 21a | Ryzykowne spotkanie / Dangerous Dealings Yami Shōnen Makyū (闇商人・マキュー)                                                                | 21 sierpnia 2020     | 19 lipca 2020        | 4 stycznia 2021   |
| 142 | 21b | Powrót Łowcy / The Hunter Returns Kaettekita Hantā (帰ってきたハンター)                                                                      | 21 sierpnia 2020     | 19 lipca 2020        | 4 stycznia 2021   |
| 143 | 22a | Żegnaj, Złodzieju Widmo / Farewell, Phantom Thief, Part 1 Sayonara Kaitō Zenpen (さよなら怪盗・前編)                                         | 28 sierpnia 2020     | 26 lipca 2020        | 5 stycznia 2021   |
| 144 | 22b | Żegnaj, Złodzieju Widmo / Farewell, Phantom Thief, Part 2 Sayonara Kaitō Kōhen (さよなら怪盗・後編)                                          | 28 sierpnia 2020     | 26 lipca 2020        | 5 stycznia 2021   |
| 145 | 23a | Ekstra Ekipa i Haavik / The Awesome Brawlers and Haavik Hāvuikku no Chōsen-jō Zenpen (ハーヴィックの挑戦状・前編)                            | 4 września 2020      | 2 sierpnia 2020      | 6 stycznia 2021   |
| 146 | 23b | Pierwsza fuzja: Drago i Tretorous / First Fusion! Drago and Tretorous Hāvuikku no Chōsen-jō Kōhen (ハーヴィックの挑戦状・後編)               | 4 września 2020      | 2 sierpnia 2020      | 6 stycznia 2021   |
| 147 | 24a | Zahipnotyzowana Ekstra Ekipa / The Puppet Awesome Brawlers Okashina Osamuwan (おかしなオーサム・ワン)                                        | 11 września 2020     | 9 sierpnia 2020      | 7 stycznia 2021   |
| 148 | 24b | Powrót Sophie / The Return of Sophie Nerawareta Kazami (狙われたカザミ)                                                                      | 11 września 2020     | 9 sierpnia 2020      | 7 stycznia 2021   |
| 149 | 25a | Reality Show Wyntona / Wynton's Reality Show Wynton wa Uchūbito! (ウィントンは宇宙人！)                                                      | 18 września 2020     | 16 sierpnia 2020     | 8 stycznia 2021   |
| 150 | 25b | Baku-Piłka nożna / Bakugan Soccer Bakugan Sakkā (爆丸サッカー)                                                                               | 18 września 2020     | 16 sierpnia 2020     | 8 stycznia 2021   |
| 151 | 26a | Shun i Piorun / Shun and Lightning Shun no Onegai (シュンのお願い)                                                                           | 25 września 2020     | 23 sierpnia 2020     | 9 stycznia 2021   |
| 152 | 26b | Zwiastun burzy / Premonition of A Storm Arashi no Yokan (嵐の予感)                                                                           | 25 września 2020     | 23 sierpnia 2020     | 9 stycznia 2021   |
| 153 | 27a | Życie supergwiazdy / Superstar Dan Ōsamu wan, Nihon e iku (オーサム・ワン、日本へ行く)                                                       | 2 października 2020  | 30 sierpnia 2020     | 5 kwietnia 2021   |
| 154 | 27b | Ekstra Ekipa na wakacjach / Awesome Brawlers on Vacation Tōkyō Chin Dōchū! (TOKYO珍道中！)                                                   | 2 października 2020  | 30 sierpnia 2020     | 5 kwietnia 2021   |
| 155 | 28a | Mistrzostwa Świata Baku-Bitew w Tokio / Bakugan Battle League, Tokyo Edition Kaimaku! Gēmu Tōkyō Raundo (開幕！爆ゲーム・TOKYOラウンド)      | 9 października 2020  | 6 września 2020      | 6 kwietnia 2021   |
| 156 | 28b | Battle Royale / Battle Royal Batoru Roiyaru (バトルロイヤル)                                                                                 | 9 października 2020  | 6 września 2020      | 6 kwietnia 2021   |
| 157 | 29a | Drugi etap mistrzostw / The Second Stage Begins Sabaiba Rurēsu! (サバイバルレース！)                                                         | 16 października 2020 | 13 września 2020     | 7 kwietnia 2021   |
| 158 | 29b | Mechy atakują / Mechanoids Attack! Mekanoido (メカノイド)                                                                                    | 16 października 2020 | 13 września 2020     | 7 kwietnia 2021   |
| 159 | 30a | Za kulisami / The Other Fight, Part 1 Sennyū! Nazo no fune (潜入！謎の船)                                                                    | 23 października 2020 | 20 września 2020     | 8 kwietnia 2021   |
| 160 | 30b | Za kulisami / The Other Fight, Part 2 Osorubeki Keikaku (恐るべき計画)                                                                       | 23 października 2020 | 20 września 2020     | 8 kwietnia 2021   |
| 161 | 31a | Wyścig z czasem / The Bakugan Battle League Dash Haran no Sekando Sutēji!! (波乱のセカンドステージ！！)                                      | 30 października 2020 | 27 września 2020     | 9 kwietnia 2021   |
| 162 | 31b | Ostatni etap / The Final Stage Shōgeki no Fainaru Sutēji!! (衝撃のファイナルステージ！！)                                                    | 30 października 2020 | 27 września 2020     | 9 kwietnia 2021   |
| 163 | 32a | Katastrofa w Tokio / The Tokyo Catastrophe Tōkyō Kaimetsu!? (東京壊滅！？)                                                                   | 6 listopada 2020     | 4 października 2020  | 10 kwietnia 2021  |
| 164 | 32b | Finał mistrzostw świata / Bakugan Battle League Finale Baku Gēmu Fināre! (爆ゲーム・フィナーレ！)                                            | 6 listopada 2020     | 4 października 2020  | 10 kwietnia 2021  |
| 165 | 33a | Mistrz wszechświata, Dan! / Champion of the Universe, Dan! Uchū Chanpion Dan! (宇宙チャンピオン・ダン！)                                     | 13 listopada 2020    | 11 października 2020 | 11 kwietnia 2021  |
| 166 | 33b | Operacja: opiekunowie / Operation Babysitter Akachan wa Bakugan ga o Suki! (赤ちゃんは爆丸がお好き！)                                        | 13 listopada 2020    | 11 października 2020 | 11 kwietnia 2021  |
| 167 | 34a | Pojedynek przyjaciółek / Beastie Team Battle Yūjō Taggu (友情タッグ)                                                                         | 20 listopada 2020    | 18 października 2020 | 12 kwietnia 2021  |
| 168 | 34b | Ajit i Lia / Ajit and Lia Ajitto Mitchaku 24-ji! (アジット密着24時！)                                                                        | 20 listopada 2020    | 18 października 2020 | 12 kwietnia 2021  |
| 169 | 35a | Kolejna wyprawa do Labiryntu / Once More into the Maze Nerawareta Gōrudo Bakugan (狙われたゴールド爆丸)                                      | 27 listopada 2020    | 25 października 2020 | 13 kwietnia 2021  |
| 170 | 35b | Emerytowana ekipa / Grandpas in the Wild Winton wa ojīchan (ウィントンはおじいちゃん)                                                        | 27 listopada 2020    | 25 października 2020 | 13 kwietnia 2021  |
| 171 | 36a | Historia Ajita / The Past Revealed Kogane no Kioku (黄金の記憶)                                                                              | 4 grudnia 2020       | 1 listopada 2020     | 14 kwietnia 2021  |
| 172 | 36b | Nadciąga Calloway / Run! A Storm's on the Way Semari Kuru Sutōmu (迫りくるストーム)                                                          | 4 grudnia 2020       | 1 listopada 2020     | 14 kwietnia 2021  |
| 173 | 37a | Spotkanie Złotych Bakuganów / Golden Bakugan Encounter Tarino to no Saikai (タリノとの再会)                                                  | 11 grudnia 2020      | 8 listopada 2020     | 15 kwietnia 2021  |
| 174 | 37b | Złote więzi / Ties of Gold Kogane no Senshi-Tachi (黄金の戦士たち)                                                                           | 11 grudnia 2020      | 8 listopada 2020     | 15 kwietnia 2021  |
| 175 | 38a | Koszmar / Nightmare Akumu no Hajimari (悪夢の始まり)                                                                                         | 18 grudnia 2020      | 15 listopada 2020    | 16 kwietnia 2021  |
| 176 | 38b | Zły Dan / Bad Dan Aku Dan (悪ダン) | 18 grudnia 2020      | 15 listopada 2020    | 16 kwietnia 2021  |
| 177 | 39a | Atak na Dusk Industries / Dusk Industries Under Attack Dan o Yamero (ダンを止めろ)                                                           | 25 grudnia 2020      | 21 listopada 2020    | 17 kwietnia 2021  |
| 178 | 39b | Walka o Dana / Taking Dan Back Kogane no Dorago (黄金のドラゴ)                                                                               | 25 grudnia 2020      | 21 listopada 2020    | 17 kwietnia 2021  |
| 179 | 40a | Kto udaje? / Who's the Fake?! Ayashī no wa Dareda? (怪しいのは誰だ！？)                                                                      | 1 stycznia 2021      | 22 listopada 2020    | 17 maja 2021      |
| 180 | 40b | Pogromcy Problemów 2 / Trouble Busters! 2 Nigedashita Bakugan (逃げ出した爆丸)                                                               | 1 stycznia 2021      | 22 listopada 2020    | 17 maja 2021      |
| 181 | 41a | Cyrk Baku-Bitew / Bakugan Battle Circus Bakugan dai Sākasu!! (爆丸大サーカス！！)                                                            | 8 stycznia 2021      | 28 listopada 2020    | 18 maja 2021      |
| 182 | 41b | Posiadłość Ebony / Ebony Manor Ebonī no Yakata (エボニーの館)                                                                                | 8 stycznia 2021      | 28 listopada 2020    | 18 maja 2021      |
| 183 | 42a | Pułapka Everetta / Everett's Trap Batoru Airando no Shitō! (バトルアイランドの死闘！)                                                        | 15 stycznia 2021     | 29 listopada 2020    | 19 maja 2021      |
| 184 | 42b | Kazami kontra Mc Q / Kazami Vs. Mc Q Kyōshū! Makyū Gundan (強襲！マキュー軍団)                                                               | 15 stycznia 2021     | 29 listopada 2020    | 19 maja 2021      |
| 185 | 43a | Ekstra Burger Bitwa / The Awesome Burger Brawl Bakugan Fūdo Batoru (爆丸フードバトル)                                                        | 22 stycznia 2021     | 5 grudnia 2020       | 20 maja 2021      |
| 186 | 43b | Mistrz i uczeń / Master and Apprentice Torawareta Ajitto to Sutōmu (囚われたアジットとストーム)                                              | 22 stycznia 2021     | 5 grudnia 2020       | 20 maja 2021      |
| 187 | 44a | Kłótnia Bakuganów / Bakugan Uproar Bakugan Chan'neru Arasoi! (爆丸チャンネル争い！)                                                          | 29 stycznia 2021     | 6 grudnia 2020       | 21 maja 2021      |
| 188 | 44b | Bakugan Hybryda – Sabrus / The Fusion Bakugan Sabrus Kyōi! 5 Zokusei Bakugan Sēbura! (脅威！5属性爆丸・セーブラ！)                           | 29 stycznia 2021     | 6 grudnia 2020       | 21 maja 2021      |
| 189 | 45a | Pradawny Złoty Bakugan Garillion / Ancient Golden Bakugan Garillion Kodai Bakugan no Himitsu (古代爆丸の秘密)                                | 5 lutego 2021        | 12 grudnia 2020      | 22 maja 2021      |
| 190 | 45b | Zbroja Infinity / The Name of Infinity Senshi no Yoroi Infiniti! (戦士の鎧・インフィニティ！)                                                | 5 lutego 2021        | 12 grudnia 2020      | 22 maja 2021      |
| 191 | 46a | Pod osłoną nocy / In the Darkness Wana ni Kakatta Magunasu (罠にかかったマグナス)                                                            | 12 lutego 2021       | 13 grudnia 2020      | 23 maja 2021      |
| 192 | 46b | Niezdecydowana Emily / Indecisive Emily Nayameru Emirī (悩めるエミリー)                                                                      | 12 lutego 2021       | 13 grudnia 2020      | 23 maja 2021      |
| 193 | 47a | Zaćmienie / The Eclipse Nise Ōsamu Wan, Futatabi! (偽オーサム・ワン、再び！)                                                                 | 19 lutego 2021       | 19 grudnia 2020      | 24 maja 2021      |
| 194 | 47b | Na tropie Haavika / Follow Haavik! Hāvikku o Oe! (ハーヴィックを追え！)                                                                      | 19 lutego 2021       | 19 grudnia 2020      | 24 maja 2021      |
| 195 | 48a | Powrót Tiko?! / Tiko's Back?! Chiko, Fukkatsu!? (チコ、復活！？)                                                                             | 26 lutego 2021       | 20 grudnia 2020      | 25 maja 2021      |
| 196 | 48b | Potęga Drago Infinity / Arise, Ultimate Infinity! Kyūkyoku no Infiniti!! (究極のインフィニティ！！)                                          | 26 lutego 2021       | 20 grudnia 2020      | 25 maja 2021      |
| 197 | 49a | Mistrzostwa Baku-Bitew Ekstra Ekipy! / The AB Bakugan Battle League! Part 1 Bokutachi no Baku Gēmu!! (Zenpen) (僕たちの爆ゲーム！！（前編）) | 5 marca 2021         | 26 grudnia 2020      | 26 maja 2021      |
| 198 | 49b | Mistrzostwa Baku-Bitew Ekstra Ekipy! / The AB Bakugan Battle League! Part 2 Bokutachi no Baku Gēmu!! (Kōhen) (僕たちの爆ゲーム！！（後編）)  | 5 marca 2021         | 26 grudnia 2020      | 26 maja 2021      |
| 199 | 50a | Wyzwanie Haavika / Haavik's Challenge Hāvuikku no Baku Gēmu (ハーヴィックの爆ゲーム)                                                         | 12 marca 2021        | 27 grudnia 2020      | 27 maja 2021      |
| 200 | 50b | Szturm na wieżę Haavika / Storm Haavik's Tower! Totsunyū! Hāvuikku Tawā (突入！ハーヴィックタワー)                                           | 12 marca 2021        | 27 grudnia 2020      | 27 maja 2021      |
| 201 | 51a | Ekstra Ekipa kontra Haavik / Awesome Brawlers vs. Haavik Sorezore no Kessen! (Zenpen) (それぞれの決戦！（前編）)                             | 19 marca 2021        | 2 stycznia 2021      | 28 maja 2021      |
| 202 | 51b | Ich pojedynki / Their Fights Sorezore no Kessen! (Kōhen) (それぞれの決戦！（後編）)                                                          | 19 marca 2021        | 2 stycznia 2021      | 28 maja 2021      |
| 203 | 52a | Ostatnie Show Haavika / Haavik's Final Show Owari no Toki (終わりの時)                                                                       | 26 marca 2021        | 3 stycznia 2021      | 29 maja 2021      |
| 204 | 52b | Planeta cudów / Miracle Planet Kiseki no Hoshi (奇跡の星)                                                                                    | 26 marca 2021        | 3 stycznia 2021      | 29 maja 2021      |

### Bakugan: Powstanie Geoganów
| N/o | #   | Tytuł polski / Tytuł angielski Tytuł japoński                                                                              | Premiera w Japonii | Premiera w Kanadzie | Premiera w Polsce    |
| --- | --- | --- | ------------------ | ------------------- | -------------------- |
| 205 | 1a  | Powrót Drago / Drago Returns! Dorago fukkatsu! (ドラゴ復活！)                                                              | 2 kwietnia 2021    | 24 stycznia 2021    | 6 października 2021  |
| 206 | 1b  | Bakugany z wyspy śmieci / The Bakugan of Junk Island Garakuta shima no bakugan (ガラクタ島の爆丸)                          | 2 kwietnia 2021    | 24 stycznia 2021    | 6 października 2021  |
| 207 | 2a  | Lia i Fenneca / Lia and Fenneca Ria to feneka (リアとフェネカ)                                                             | 16 kwietnia 2021   | 31 stycznia 2021    | 7 października 2021  |
| 208 | 2b  | Piorun i Ferascal / Lightning and Ferascal Raitoningu to ferasukaru (ライトニングとフェラスカル)                           | 16 kwietnia 2021   | 31 stycznia 2021    | 7 października 2021  |
| 209 | 3a  | – / A Former Thief and a Laid Back Dude Pinchi taurā no himitsu (ピンチタウラーの秘密)                                     | 30 kwietnia 2021   | 7 lutego 2021       | 8 października 2021  |
| 210 | 3b  | Nazywam się Sharktar / My Name is Sharktar Ore no na wa shākutā (俺の名はシャークター)                                     | 30 kwietnia 2021   | 7 lutego 2021       | 8 października 2021  |
| 211 | 4a  | – / Wynton's Friend Ten'nyūsei haketto (転入生・ハケット)                                                                  | 14 maja 2021       | 14 lutego 2021      | 9 października 2021  |
| 212 | 4b  | – / Magnus Returns! Magunasu futatabi (マグナス再び)                                                                       | 14 maja 2021       | 14 lutego 2021      | 9 października 2021  |
| 213 | 5a  | Nadchodzi Gregorius Reed / Gregorius Reed Arrives Hīringu koaseru (ヒーリング・コアセル)                                   | 28 maja 2021       | 21 lutego 2021      | 10 października 2021 |
| 214 | 5b  | Tajemniczy Bakugan / A Mysterious Bakugan Densetsu no sonzai (伝説の存在)                                                  | 28 maja 2021       | 21 lutego 2021      | 10 października 2021 |
| 215 | 6a  | W poszukiwaniu Geoganów / The Search for Geogan! Jiogan (ジオガン)                                                         | 11 czerwca 2021    | 28 lutego 2021      | 11 października 2021 |
| 216 | 6b  | Geogan Arcleon / The Geogan Arcleon! Ākireon (アーキレオン)                                                                | 11 czerwca 2021    | 28 lutego 2021      | 11 października 2021 |
| 217 | 7a  | W pogoni za tajemniczym Bakuganem / Chase the Mysterious Bakugan! Nazo no bakugan o oe (謎の爆丸を追え)                    | 25 czerwca 2021    | 7 marca 2021        | 12 października 2021 |
| 218 | 7b  | Drago na celowniku / Drago in the Crosshairs Nerawareta dorago (狙われたドラゴ)                                            | 25 czerwca 2021    | 7 marca 2021        | 12 października 2021 |
| 219 | 8a  | Nowa moc Magnusa / Magnus of the Wild Atarashiki niriasu (新しきニリアス)                                                  | 9 lipca 2021       | 14 marca 2021       | 13 października 2021 |
| 220 | 8b  | Karta Bramy, start / Gate Card, Set! Gētokādo (ゲートカード)                                                               | 9 lipca 2021       | 14 marca 2021       | 13 października 2021 |
| 221 | 9a  | Posiedzenie Najwyższej Rady / Supreme Council Calculations Saikō hyōgi-kai no omowaku (最高評議会の思惑)                   | 23 lipca 2021      | 21 marca 2021       | 14 października 2021 |
| 222 | 9b  | Próba Drago / Drago's Challenge dorago no chōsen (ドラゴの挑戦)                                                            | 23 lipca 2021      | 21 marca 2021       | 14 października 2021 |
| 223 | 10a | Drago dołącza do Najwyższej Rady / Drago Joins the Supreme Council Kudasa reru ketsudan (下される決断)                     |                    | 28 marca 2021       | 15 października 2021 |
| 224 | 10b | Gdzie są łobuziaki / Find the Triplets! mitsugo o sagase (三つ子を探せ)                                                    |                    | 28 marca 2021       | 15 października 2021 |
| 225 | 11a | Konkurs talentów / Butt Out of the Bakugan Show Wakuwaku bakugan shō (わくわく爆丸ショー)                                  |                    | 4 kwietnia 2021     | 16 października 2021 |
| 226 | 11b | Śpiew Crystal Blue / Crystal Blue the Songstress utahime kurisutaru burū (歌姫クリスタル・ブルー)                          |                    | 4 kwietnia 2021     | 16 października 2021 |
| 227 | 12a | Wędrówka Magnusa / Magnus's Journey Magunasu no tabi (マグナスの旅)                                                        |                    | 11 kwietnia 2021    | 17 października 2021 |
| 228 | 12b | Bitwa na plaży / Beach Battle bīchi de no bakugan batoru (ビーチでの爆丸バトル)                                            |                    | 11 kwietnia 2021    | 17 października 2021 |
| 229 | 13a | Tajemniczy zamaskowani bandyci / The Mysterious Masked Bandits! Maddomasuku-dan (マッドマスク団)                           |                    | 18 kwietnia 2021    | 18 października 2021 |
| 230 | 13b | Tajemniczy wojownik / The Mysterious Brawler Maddomasuku no bosu (マッドマスクのボス)                                      |                    | 18 kwietnia 2021    | 18 października 2021 |
| 231 | 14a | Księżniczka wysypiska śmieci, Bethany / Princess of the Garbage Heap, Bethany! Gomi yama no purinsesu (ゴミ山のプリンセス) |                    | 25 kwietnia 2021    | 19 października 2021 |
| 232 | 14b | Tajemnicza kryptyda, Wolfman / Find the Mysterious Cryptid, Wolfman! nazo no yūma ramaman (謎のUMA・ラママン)              |                    | 25 kwietnia 2021    | 19 października 2021 |
| 233 | 15a | Tańczący kot / The Mascot Cat! Uwasa no kanban neko (噂の看板猫)                                                           |                    | 2 maja 2021         | 20 października 2021 |
| 234 | 15b | Ekstra Ekipa na średniowiecznym festiwalu / The AB's Grand Adventure! ōsamu wan no dai bōken (オーサム・ワンの大冒険)      |                    | 2 maja 2021         | 20 października 2021 |
| 235 | 16a | Smak dzieciństwa / The Taste of Memories Omoide no aji (思い出の味)                                                        |                    | 9 maja 2021         | 21 października 2021 |
| 236 | 16b | Wirtualny pojedynek / Virtual Brawl bācharubatoru (バーチャルバトル)                                                       |                    | 9 maja 2021         | 21 października 2021 |
| 237 | 17a | S.O.S z Wyspy Wulkanicznej / Volcanic Island S.O.S! Kazanjima esuōesu (火山島SOS)                                          |                    | 16 maja 2021        | 22 października 2021 |
| 238 | 17b | – / Panic in Pin Point Park panikku in pinpointopāku (パニック・イン・ピンポイントパーク)                                  |                    | 16 maja 2021        | 22 października 2021 |
| 239 | 18a | Panika pod ziemią / Underground Panic Andāguraundo panikku (アンダーグラウンド・パニック)                                  |                    | 23 maja 2021        | 23 października 2021 |
| 240 | 18b | Nazywamy się EXIT / We are the EXIT! Uīā, egujitto! (ウィーアー、エグジット！)                                             |                    | 23 maja 2021        | 23 października 2021 |
| 241 | 19a | Początek Próby Walki / The Battle Judgement Begins! Batorujajjimento kaimaku (バトルジャッジメント開幕)                    |                    | 30 maja 2021        | 24 października 2021 |
| 242 | 19b | – / Viloch Takes the Lead! Arutimetto vairokku (アルティメット・ヴァイロック)                                              |                    | 30 maja 2021        | 24 października 2021 |
| 243 | 20a | Bitwa w Aqualli / The Battle of Aquilla Mizu no miyako akuira (水の都アクイラ)                                             |                    | 6 czerwca 2021      | 25 października 2021 |
| 244 | 20b | Artefakt z Aqualli / The Aquilla Artifact gekiryū o koete (激流を超えて)                                                   |                    | 6 czerwca 2021      | 25 października 2021 |
| 245 | 21a | Wynton kontra Magnus / Wynton vs. Magnus Uinton no hisaku (ウィントンの秘策)                                               | 7 stycznia 2022    | 13 czerwca 2021     | 26 października 2021 |
| 246 | 21b | Przygoda w Ventanie / Ventana Adventure bentāna no shiren (ベンターナの試練)                                               | 7 stycznia 2022    | 13 czerwca 2021     | 26 października 2021 |
| 247 | 22a | Bitwa w Haorze / The Battle of Haora! Hito to bakugan (人と爆丸)                                                           | 21 stycznia 2022   | 30 czerwca 2021     | 27 października 2021 |
| 248 | 22b | W pogoni za artefaktem z Haory / Chase The Haora Artifact! Haorā no ātifakuto o oe (ハオラーのアーティファクトを追え)      | 21 stycznia 2022   | 30 czerwca 2021     | 27 października 2021 |
| 249 | 23a | Prawdziwa potęga / True Poweer Magunasu no negai (マグナスの願い)                                                          | 4 lutego 2022      | 1 lipca 2021        | 28 października 2021 |
| 250 | 23b | Starcie w Darkavii / Showdown in Darkavia! Dākabia no shiren (ダーカビアの試練)                                            | 4 lutego 2022      | 1 lipca 2021        | 28 października 2021 |
| 251 | 24a | Test w Pyrule / The Trial of Pyrule                                                                                        | 18 lutego 2022     | 2 lipca 2021        | 29 października 2021 |
| 252 | 24b | Przez zasłonę mroku / Passing Through Darkness                                                                             | 18 lutego 2022     | 2 lipca 2021        | 29 października 2021 |
| 253 | 25a | Legendarna finałowa bitwa / The Fateful Final Battle!                                                                      | 4 marca 2022       | 5 lipca 2021        | 30 października 2021 |
| 254 | 25b | Niepokonany Viloch / Invivcible Viloch                                                                                     | 4 marca 2022       | 5 lipca 2021        | 30 października 2021 |
| 255 | 26a | Geo–ulepszony Drago / Geo-Forge Drago!                                                                                     | 18 marca 2022      | 6 lipca 2021        | 31 października 2021 |
| 256 | 26b | Ostateczny pojedynek / At the End of the Fight...                                                                          | 18 marca 2022      | 6 lipca 2021        | 31 października 2021 |